# Serval (Fahrzeug)

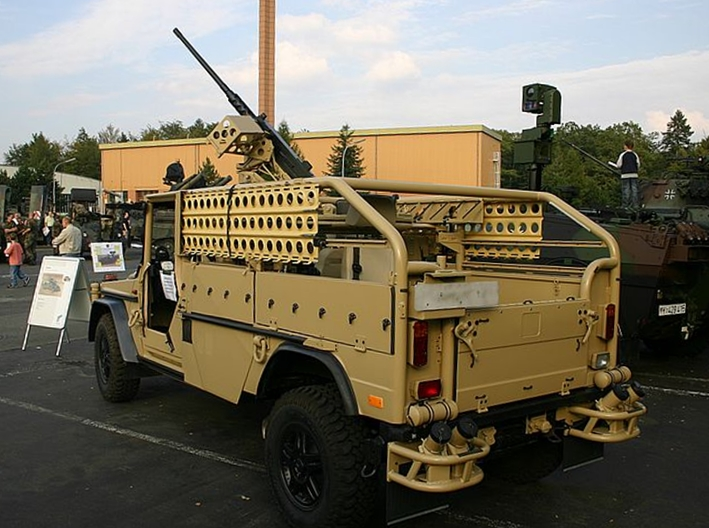
Serval

Der Serval, benannt nach der afrikanischen Raubkatze Serval, ist ein allradangetriebenes, leichtes, luftverlastbares Mehrzweckfahrzeug des Spezialfahrzeugherstellers Binz. Das Fahrzeug wird auch als Wolf AGF (Aufklärungs- und Gefechtsfahrzeug) oder LIV (SO) Light Infantry Vehicle (Special Operations) bezeichnet. Es wurde ursprünglich für das Kommando Spezialkräfte (KSK) der deutschen Bundeswehr entwickelt. Das Fahrzeug zeichnet sich, wie bei von Spezialeinheiten eingesetzten Fahrzeugen üblich, durch die vergleichsweise starke Bewaffnung und eine leichte optionale Panzerung aus.

## Entwicklung
2002 machte das KSK im Rahmen eines so genannten einsatzbedingten Sofortbedarfs darauf aufmerksam, dass es über kein geeignetes Mehrzweckfahrzeug für seinen ISAF-Einsatz in Afghanistan verfüge, da der für diesen Einsatzzweck vorgesehene Wolf (ESK) sich als ungeeignet erwies und man die Einsatzfähigkeit überhaupt nur aufrechterhalten konnte, weil man auf Leihfahrzeuge vom Typ HMMWV der US Army zurückgreifen konnte, die aber auch nur bedingt den Anforderungen im Hinblick auf Geländegängigkeit und Nutzlast entsprachen.
Die Firma Daimler Chrysler entwickelte daraufhin in nur einem Jahr ein Fahrzeug auf der Basis des Wolf 270 CDI, das speziell für die Anforderungen von Spezialeinsatzkräften ausgelegt war. Der Serval wurde im März 2003 erstmal auf der Fachmesse International Defence Exhibition (IDEX) Abu Dhabi vorgestellt.

## Einsatzprofil
Extrem geländegängiges Mehrzwecktransportfahrzeug mit großer Reichweite und starker Bewaffnung und genügend Stauraum für Spezialeinsatzkräfte, das sich besonders für Fernspäheinsätze (Long Range Reconnaissance Patrol, LRRP) eignet.

## Beschreibung

### Motor und Fahrwerk

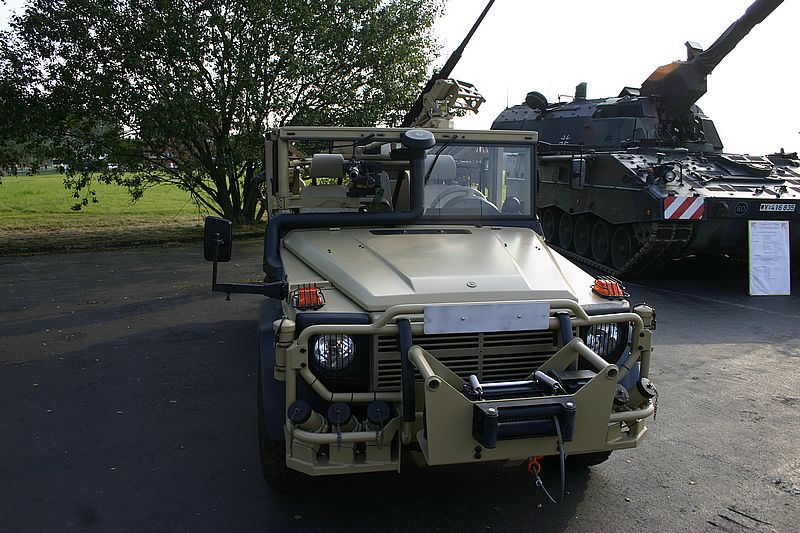
Serval

Mit einer Länge von knapp fünf und einer Höhe und Breite von unter zwei Metern sowie einem Gewicht von knapp über drei Tonnen ist der Serval luftverladbar. So kann der CH-53 jeweils ein Fahrzeug transportieren und die Transall C-160 gleich mehrere. Für diesen Zweck hat der Serval je zwei Scharnierösen pro Seite, um bei einem Lufttransport entsprechend verzurrt zu werden, beim Transport durch Hubschrauber wird das Fahrzeug als Außenlast mit Spezialgurten gesichert.
Eines der Haupteinsatzerfordernisse, die hohe Reichweite, wird durch einen vergrößerten Tank und den sparsamen 2,7 Liter CDI-Motor erreicht, der mit seinen 115 kW eine gedrosselte Höchstgeschwindigkeit von 120 km/h erlaubt. Die für Militärfahrzeuge verhältnismäßig hohe spezifische Leistung von 26,7 kW/t ist die Grundlage für ausreichend Kraft auch in schwierigem Gelände. Da der Serval einen verlängerten Radstand zum Wolf aufweist und das automatisch eine höhere Aufliegegefahr im Gelände impliziert, wurde dieser Nachteil durch eine höhere Bodenfreiheit der Karosserie ausgeglichen. Das Fahrzeug erreicht eine Steigfähigkeit von annähernd 60 % und ist mit notlauffähigen Reifen der Firma BFGoodrich ausgerüstet. Die besonders groß dimensionierten Radlager sorgen für einen niedrigen Verschleiß und stabile Spurtreue auch in schwierigem Gelände.

### Aufbau und Ausrüstung
Der Aufbau des Servals stammt von der Firma Binz und erfüllt die Truppenanforderung von ausreichend Raum und Nutzlast. Die offene Bauweise ermöglicht ein schnelles Absitzen der Besatzung und eine große Rundumsicht. Im Bedarfsfall lässt sich der Serval mit Abdeckplanen gegen Witterungseinflüsse schützen, diese werden auf den Überrollkäfig gelegt und per Reißverschluss mit dem Rumpf verbunden. Im Vergleich zum Wolf fallen die eckigen herausnehmbaren Frontscheiben und die längere Karosserie auf.
Die Standardbesatzung besteht aus vier Mann, zwei vorne sitzend, einer dahinter stehend an der Primärwaffe und ein weiterer nach hinten ausgerichtet sitzend am hinteren Maschinengewehr. Im Bedarfsfall kann der Serval auch mit weiteren Sitzen ausgerüstet werden. Die Sitze sind nach unten gepanzert, um einen Schutz vor Minen zu gewährleisten. Die Vergurtung besteht aus drei verschiedenen Systemen, normale Sitzgurte, wie auch in Zivilfahrzeugen, Längsgurte statt Türen an der vorderen Karosserie und Stehgurte für den Hauptschützen an der Lafette.
Der Serval ist mit zwei Ersatzrädern ausgerüstet, die beidseitig jeweils in der seitlichen Karosserie hinter den Vordersitzen in abgedeckten Fächern verstaut sind. Dahinter befindet sich auf jeder Seite eine abklappbare Abdeckplatte, die in offener Stellung zusätzlichen Stauraum für je vier Treibstoffkanister bietet. Alternativ können auch andere Ausrüstungsgegenstände dort gelagert werden. Die gesamte Nutzlast ohne Bewaffnung beträgt einschließlich der Besatzung rund 1,2 Tonnen. An der Rückfront befindet sich ebenfalls eine abklappbare Karosserieplatte, die ausgeklappt weiteren Stauraum bietet.
Das Fahrzeug hat eine Anhängerkupplung für Anhänger mit zusätzlichem Stauraum. Die Ladefläche im Inneren ist verhältnismäßig klein, da sich an beiden Seiten weitere abdeckbare Fächer befinden. Die seitlich montierten Sandbleche bieten einen zusätzlichen Splitterschutz. Die Lichtanlage ist, wie bei Geländefahrzeugen üblich, durch Vergitterung geschützt.
Der Serval hat an der Front eine abmontierbare elektrische Seilwinde, mit der er Fremdgerät bergen, aber sich im Bedarfsfall auch selbst aus einem festgefahrenen Zustand befreien kann. Mit der elektrisch unterstützten Ringlafette RLS 609 K der Rheinmetall Landsysteme GmbH, die die Primärwaffe trägt, kann auch bei holpriger Fahrt oder starkem Neigungswinkel das Ziel ohne viel Kraftaufwand im Visier gehalten werden. Bei einem Lufttransport kann sie eingeklappt werden.

### Aktiver Eigenschutz
Neben der Standardnebelwerferanlage mit 2 × 3 Wurfbechern vorne und 2 × 2 Wurfbechern hinten zum Eigenschutz, ist das Fahrzeug zusätzlich mit einer weiteren Nebelanlage, einem Light Vehicle Protection (LVP) ausgerüstet, die mit zweimal fünf Abschussrohren auf der Motorhaube in der Lage ist, in Sekundenbruchteilen eine 30 Meter breite und drei Meter hohe Nebelwand zu erzeugen, die mit Irritationskörpern verstärkt wird. Die Navigation wird mit einem GPS- und die Kommunikation mit einem Satellitenkommunikationsgerät gewährleistet.

### Tarnfarbe
Ursprünglich wurde der Serval in Dunkelolivgrün ausgeliefert, obwohl klar war, dass er nur beim KSK und vornehmlich in Afghanistan zum Einsatz kommen sollte. Die erforderliche Anpassung in Wüstenfarbe musste improvisiert werden, ebenso der Anstrich in Natooliv.

## Bewaffnung
Der Serval hat als Primärwaffe ein Maschinengewehr M2HB in 12,7 mm oder eine Granatmaschinenwaffe 40 × 53 mm auf der Dachlafette montiert. Die GMW kann außer der üblichen Spreng- und Splittermunition auch alternativ Reizgas- und Nebelpatronen verschießen. Als Sekundärwaffen hat er zwei MG3 in 7,62 × 51 mm, je eines nach vorne (Kommandant) und nach hinten (hinterer Richtschütze).

## Technische Daten
- Entwicklung und Produktion: 2003
- Motor: Common-Rail-Einspritzung 270, 2,7-Liter-5-Zylinder-Motor mit 115 kW (156 PS) Dieselmotor
- Gewicht: 3300 kg maximal 4500 kg
- Länge/Breite/Höhe: 4885 mm / 1820 mm / 1870 mm
- Höchstgeschwindigkeit: 120 km/h
- Reichweite: > 500 km (Straße), mit Zusatztank > 800 km
- Besatzung: Fahrer plus drei
- Antrieb: Allrad
- Räder mit Notlaufeigenschaften
- Vorne und hinten ausgerüstet mit einer Nebelmittelwurfanlage
- Luftverlastbar per Hubschrauber CH-53 und Transportflugzeug C-160
- Integrierte Feuerlöschanlage
- Abnehmbare elektrische Seilwinde vorn
- Sandbleche
- Global Positioning System
- Satellitenkommunikationsanlage
- Überrollkäfig
- Erhöhter Ansauglufteinlass für den Motor
- Reifendruckregelanlage
- Frontscheiben herausnehmbar

## Vergleichbare Fahrzeuge
Der Serval lässt sich noch am ehesten mit dem australischen Land Rover Perentie in der Ausführung 6×6 Truck, Long Range Patrol, Light, Winch, MC2 (Long Range Patrol Vehicle) des Australian Special Air Service Regiment oder dem Interim Fast Attack Vehicle (Mercedes-Benz MB 290 GD 1,5 t) des United States Marine Corps vergleichen. Vom Einsatzspektrum, nicht jedoch technisch, auch mit dem britischen Land Rover Wolf der Firma Land Rover, der beim Special Air Service in Gebrauch ist.

## Nutzer
Das Kommando Spezialkräfte (KSK) meldete 2002 Bedarf für ein solches Fahrzeug an, da der in der Bundeswehr sonst eingesetzte Wolf für diese Verwendung nicht in Frage kam. Die Rheinmetall Landsysteme lieferte 21 Fahrzeuge an das Kommando Spezialkräfte. Im März 2019 wurde durch das Bundesamt für Ausrüstung, Informationstechnik und Nutzung der Bundeswehr der Nachfolger des Fahrzeuges in zwei Kategorien ausgeschrieben. Die Gesamtstückzahl für AGF 2 sowie UFK (Mittleres taktisches Unterstützungsfahrzeug Kommando) sind 80 Fahrzeuge. Der ballistische Schutz und Minenschutz entspricht STANAG 4569, AEP-55.
Im Jahre 2006 bestellte die Schweizer Armee eine kleine Anzahl von Fahrzeugen für das Armee-Aufklärungsdetachement, mit dessen Auslieferung 2007 begonnen wurde. Das Fahrzeug trägt die offizielle Bezeichnung „Leichtes Aufklärungs- und Unterstützungsfahrzeug LAUF“ und ist mit einem aufmontierten Maschinengewehr 64/93 (12,7 mm) sowie beim Beifahrersitz mit einem Maschinengewehr 51 (7,5 mm) bewaffnet.